# Hydrometeorologisches Observatorium Tiksi
Koordinaten: 71° 36′ N, 128° 53′ O

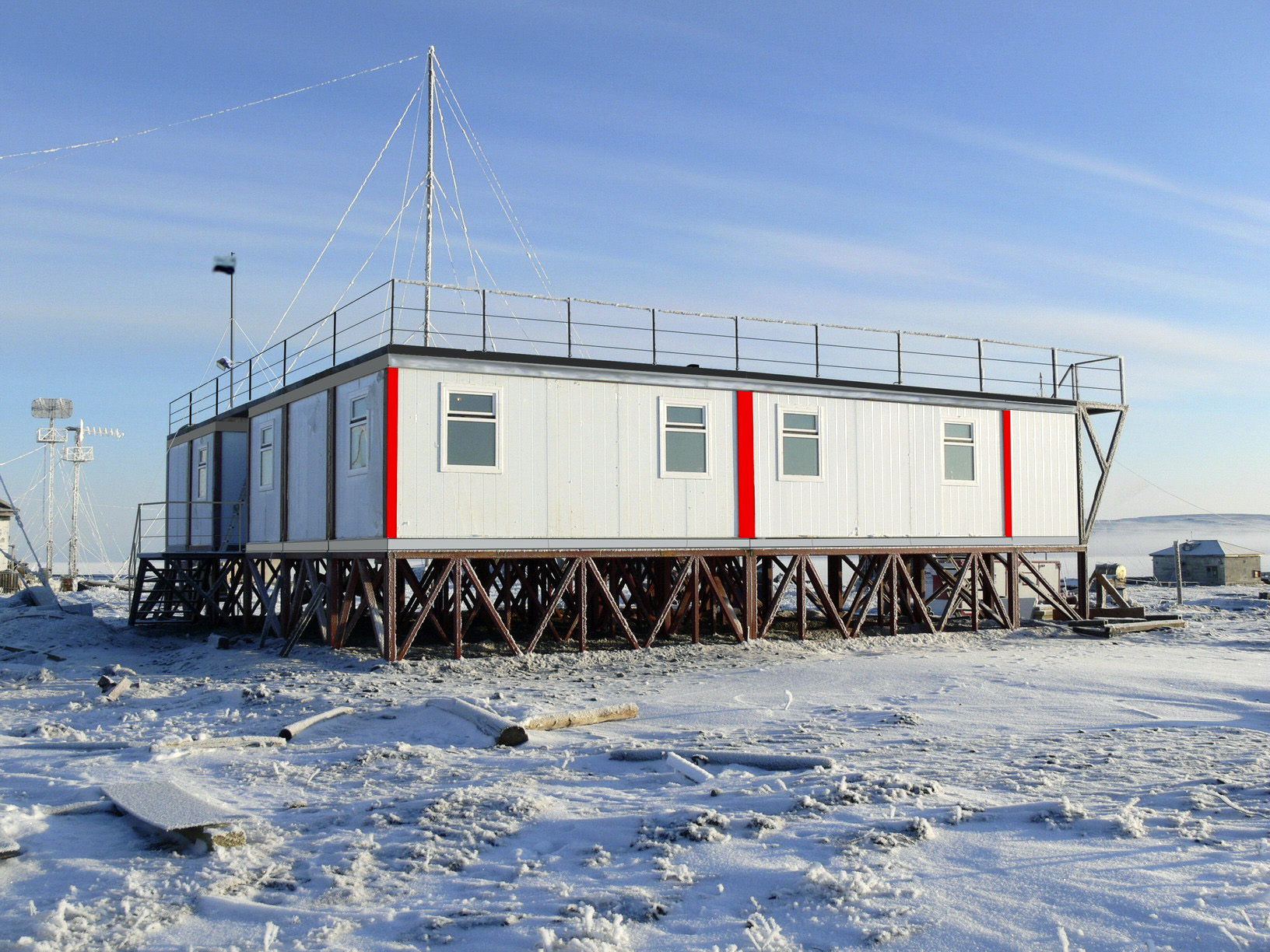
Wetterstation (2007)

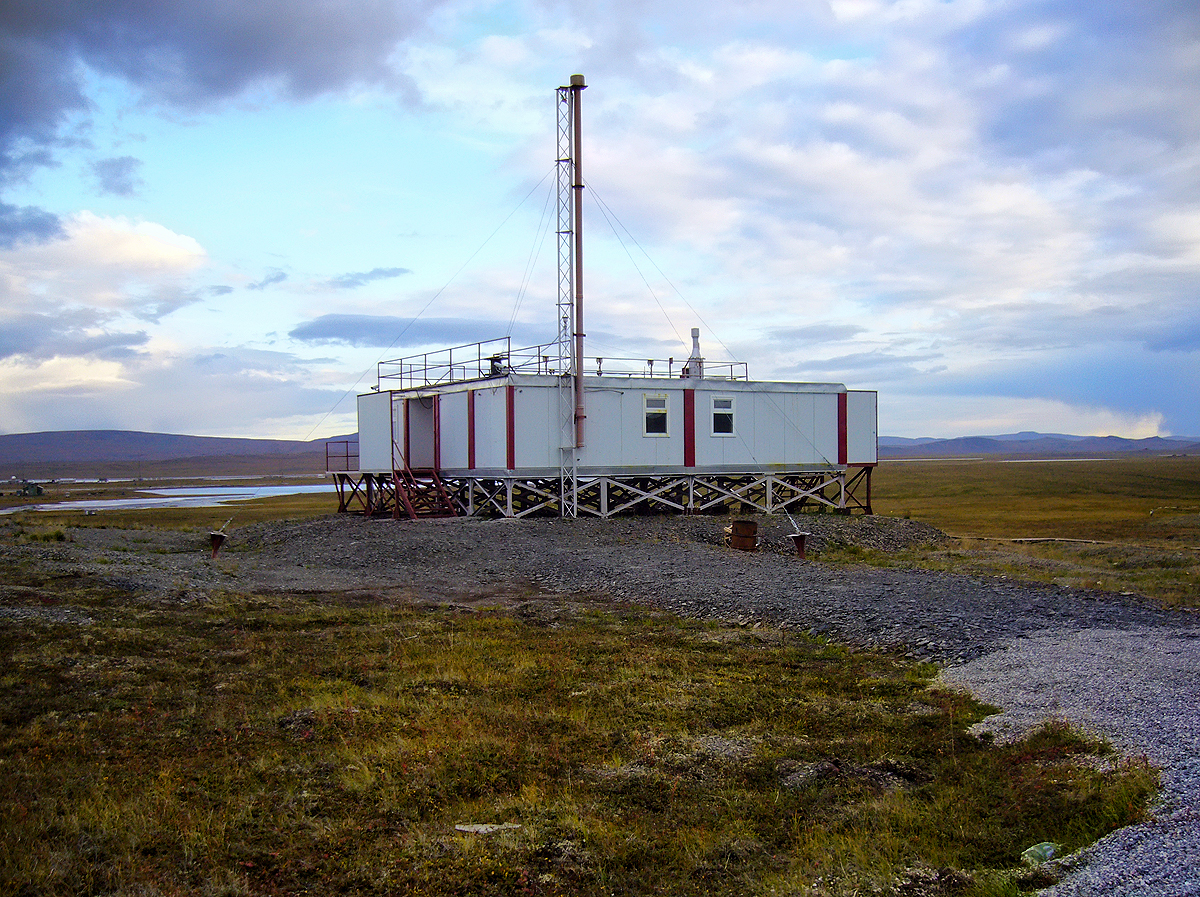
Reinluftanlage (2011)

Das Hydrometeorologische Observatorium Tiksi (russisch Гидрометеорологическая обсерватория Тикси, englisch Tiksi Hydrometeorological Observatory) ist eine von Russland, Finnland und den USA betriebene Forschungsstation in der russischen Republik Sacha im Norden Sibiriens. Es ist eine von zehn Einrichtungen der International Arctic Systems for Observing the Atmosphere (deutsch: Internationales Arktisches System zur Beobachtung der Atmosphäre).

## Lage
Das Observatorium befindet sich etwa 550 km nördlich des Polarkreises am Kap Antonow an der Küste der Laptewsee. Das Hauptgebäude (die Wetterstation) steht auf einer flachen Landzunge zwischen der Tiksi-Bucht und einer Lagune, in die mehrere Flüsse münden. Der Hafen von Tiksi, das etwa 5000 Einwohner hat, liegt etwa 6,5 Kilometer nördlich. In der Umgebung des Observatoriums stehen noch die Häuser der Anfang der 1990er Jahre verlassenen Siedlung Poljarka.

## Beschreibung
Das Internationale Hydrometeorologische Observatorium Tiksi besteht aus zwei Gebäuden. Das Hauptgebäude, an dem die meteorologischen Standardmessungen vorgenommen werden, besitzt zwei Schlafräume, eine Küche, sanitäre Anlagen und mehrere Labor- und Büroräume. Das zweite Gebäude ist die Reinluftanlage (павильон чистого воздуха) etwa 1,5 Kilometer nordwestlich in nahezu ungestörter Umgebung. 300 Meter südwestlich davon steht ein 20 Meter hoher Turm zur Messung von Treibhausgasen.

## Geschichte
Die Geschichte des Observatoriums reicht bis in das Jahr 1932 zurück. Auf der Suche nach einem geeigneten Standort für eine Polarstation im Rahmen des 2. Internationalen Polarjahr kam die zukünftige Besatzung unter Leitung des Geologen Jewgeni Freiberg (1889–1981) mit dem Dampfschiff Lena in die Tiksi-Bucht. Eine Landzunge mit felsigem Untergrund mit einer weiten offenen Ebene im Hinterland versprach ungestörte meteorologische Bedingungen. Die erste Station bestand aus zwei Häusern, einem Lebensmittellager, einer Funkstation und einem Maschinenraum. Neun Wissenschaftler und wissenschaftliche Assistenten, drei Bauarbeiter, ein Koch und zwei Kinder bildeten die erste Überwinterungsmannschaft. Das Arbeitsprogramm umfasste zunächst meteorologische, hydrologische, radiologische und Polarlichtbeobachtungen. Das Stationspersonal führte aber auch zahlreiche geologische Vermessungen der Umgebung durch und erkundete die Braunkohlevorkommen am Fluss Sogo, die von 1939 bis 1973 zur Energieversorgung der Station und der Stadt Tiksi abgebaut wurden. Weiterhin wurden geodätische, topographische und geomagnetische Vermessungen des Gebiets durchgeführt. Während der Überwinterung wurden mehr als 350 km Küste der Buor-Chaja-Bucht vermessen.
1936 wurde die Wetterstation zum Arktischen Forschungsobservatorium (Арктическая научно-исследовательская обсерватория) mit den Abteilungen Meteorologie, Aerologie, Hydrologie und Wettervorhersage ausgebaut. 1957 wurde in Tiksi das Radiometrische Zentrum (Тиксинский районный радиометцентр) gegründet, das die Daten von 30 Polarstationen in Nordjakutien sammelte. 1964 fusionierten das Observatorium und das Radiometrische Zentrum zum Hydrometeorologischen Observatorium. In den 1960er bis 1980er Jahren lebten 50 bis 80 Wissenschaftler, Ingenieure und Techniker mit ihren Familien in Poljarka. In den 1990er Jahren war das Observatorium aus wirtschaftlichen Gründen gezwungen, seine Aktivitäten erheblich einzuschränken. Es wurde zu einer einfachen Wetterstation.
In Vorbereitung des 4. Internationalen Polarjahrs gab es ab 2004 neue Impulse für den Aufbau eines hydrometeorologischen Observatorium. Im Jahr 2006 wurde die neue, aus Mitteln des russischen Polarfonds finanzierte Wetterstation eingeweiht. In Zusammenarbeit des Russischen Föderalen Dienstes für Hydrometeorologie und Umweltmonitoring (Федеральная служба по гидрометеорологии и мониторингу окружающей среды) mit dem Finnischen Meteorologischen Institut, der US-amerikanischen National Oceanic and Atmospheric Administration (NOAA) und der National Science Foundation (NSF) wurde 2010 das Hydrometeorologische Observatorium Tiksi gegründet. 1,5 Kilometer nordwestlich des Hauptgebäudes wurden die Reinluftanlage und ein 20 Meter hoher Turm in Betrieb genommen. Das Observatorium wurde Mitglied im Konsortium International Arctic Systems for Observing the Atmosphere (IASOA), einem Verbund von 10 zirkumpolar gelegenen Polarstationen.

## Forschung
Tiksi liegt in einer Region, in der atlantische und pazifische Luftmassen aufeinandertreffen. Dies führt zu atmosphärischen Verhältnissen mit variablen Wolken-, Aerosol- und Schadstoffeigenschaften, die die Untersuchung des Einflusses der verschiedenen Quellregionen Russlands, Nordamerikas, Europas und Zentralasiens auf die atmosphärischen Prozesse erlauben. Tiksi liegt auch an der Mündung der Lena, des zweitgrößten Flusses, der in den Arktischen Ozean mündet. Ihr Einzugsgebietes ist von Permafrostböden unterlagert, was ein komplexes hydrologisches System darstellt, das besonders anfällig für die Klimaerwärmung sein kann. Der Permafrost dieses Flussbeckens ist ein enormer Kohlenstoffspeicher. Tiksi liegt am Rande der Laptewsee, eines Meeres mit gewaltiger Eisproduktion, deren Veränderung einen langfristigen Einfluss auf das globale Klima hat. Es ist deshalb ein idealer Standort für die intensive Erforschung der miteinander verbundenen Komponenten des arktischen Klimasystems, einschließlich atmosphärischer und hydrologischer Prozesse, Mechanismen der Permafrostdegradation und Küstenerosion sowie der Entwicklung der jährlichen Meereisbildung.